# Josef Braml

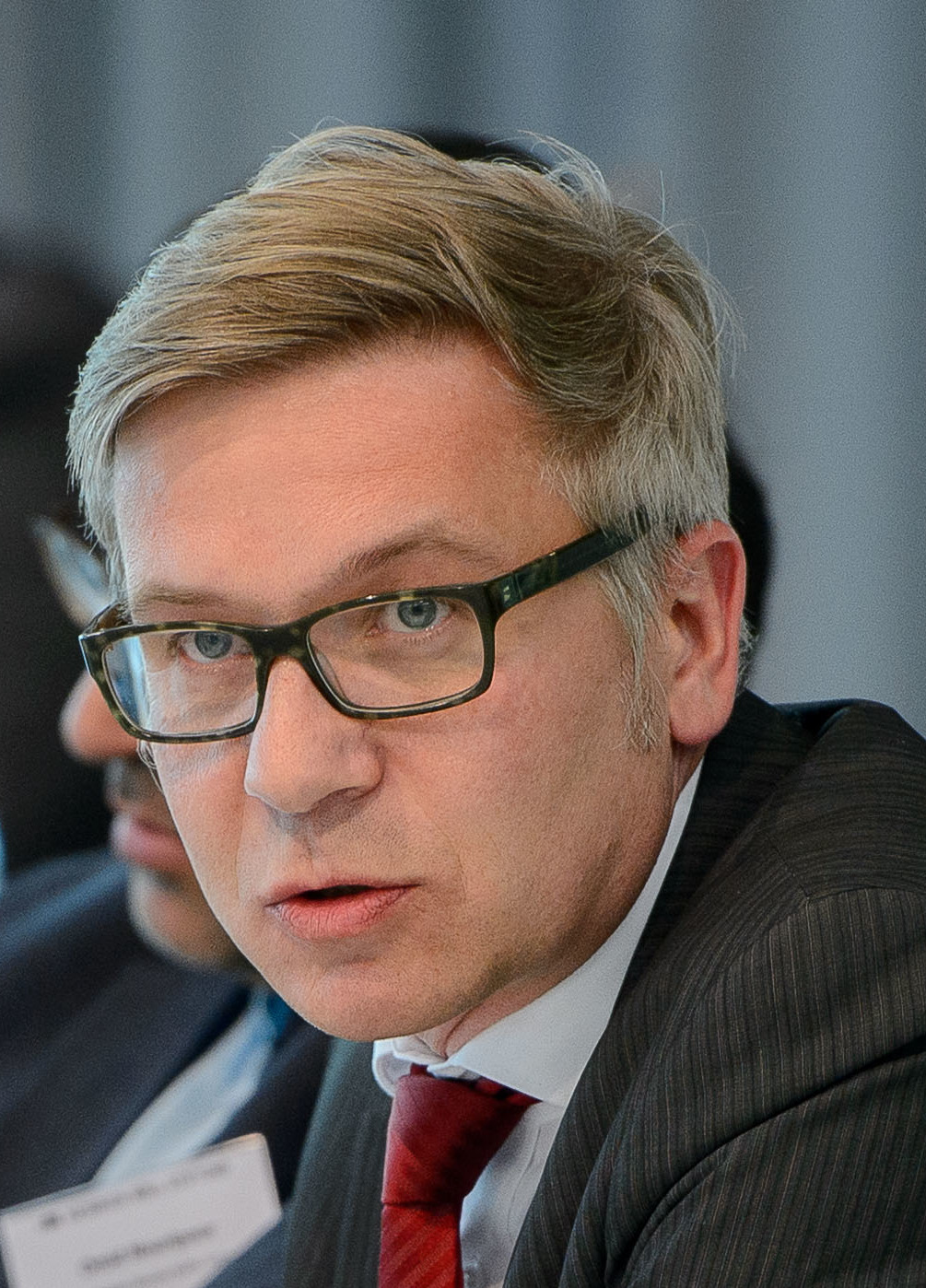
Josef Braml, 2015

Josef M. Braml (* 1968 in Regen) ist ein deutscher Politikwissenschaftler und Autor.

## Leben
Nach seiner kaufmännischen Ausbildung und nach Sprach-, Wirtschafts- und Kulturraumstudien an der Universität Passau und der Université de Nice promovierte Braml 2001 in Passau in den Fächern Politikwissenschaft, Soziologie und Französische Kulturwissenschaft. Seit Oktober 2006 ist er bei der Deutschen Gesellschaft für Auswärtige Politik (DGAP) wissenschaftlicher Mitarbeiter des Programms USA/Transatlantische Beziehungen. Als solcher ist er Leiter und Herausgeber des Jahrbuchs Internationale Politik.
Schwerpunkte seiner Arbeit sind die US-amerikanischen „Weltordnungsvorstellungen“ und transatlantische Beziehungen. Dabei bezieht er die Sicherheits-, Energie- und Handelspolitik der USA in seine Analysen ein, ebenso wie die wirtschaftlichen und innenpolitischen Rahmenbedingungen amerikanischer Außenpolitik. Braml vergleicht Governance-Stile, etwa im deutschen und US-Regierungssystem.

## Positionen

### Der amerikanische Patient
Zu den Präsidentschaftswahlen 2012 äußerte Braml, wer Präsident werde, sei aufgrund der beschränkten Handlungsmöglichkeiten der USA fast gleichgültig. In seinem Werk Der amerikanische Patient analysierte er den sozialökonomischen Zerfall der USA und dessen gefährliche weltpolitische Folgen. Als Hauptfaktoren der Krise der USA betrachtet er die private und vor allem öffentliche Überschuldung, den Konsumrückgang, die Verlagerung der Wirtschaft von der Produktion auf „posthumane“ Finanzdienstleistungen, die neoliberale Deregulierung, die sozialstaatliche und bildungspolitische Rückständigkeit, den Rohstoff- und Energiemangel, die soziale Schieflage durch konzentrierten Reichtum und wachsende Massenarmut sowie die überdimensionalen Militärausgaben. Weltpolitische Folgen sieht er (Stand Mai 2016) in der möglichen Rivalität mit China um Ressourcen, in der Abwälzung von Verantwortung und Kosten auf die europäischen Bündnispartner und in einem neuen Protektionismus.

### Demokratieverfall
2016 legte Braml einen Hauptakzent seiner USA-Kritik auf den Demokratieverfall und auf TTIP und betonte die Wichtigkeit des Ausgangs der Präsidentschaftswahl im November 2016. Demokratie wird in seiner Sicht zunehmend durch eine Klientelpolitik der „Post-Demokratie“ ersetzt, bei der Lobbyisten die Politik zu ihren Zwecken instrumentalisieren. Die Masse der Bevölkerung sei politisch bedeutungslos, ihre Teilhabe an Wirtschaft und Politik marginal. Demokratische, rechtsstaatliche und soziale Interessen oder Bedürfnisse rangierten immer öfter hinter wirtschaftlichen Interessen oder Sicherheitsinteressen. Die Probleme des Rassismus und der Immigrationsgesellschaft seien ungelöst.
In der Situation der Schwäche und Bedrohung durch neue Herausforderungen bestehe die Gefahr, dass die USA ihre Hegemonialstellung mit allen Mitteln bewahren wolle. Der wichtigste Pluspunkt der USA sei ihr technologischer Vorsprung, den sie besonders in der Überwachungstechnik einsetzen werde (siehe auch NSA, Globale Überwachungs- und Spionageaffäre seit 2013).

### TTIP/TPP
Braml warnt vor den Gefahren des Transatlantischen Freihandelsabkommens (TTIP), der Transpazifischen Partnerschaft (TPP) oder ähnlicher Verträge, da sie Teil der globalen Geopolitik der USA seien, der es um ökonomische Dominanz vor allem gegenüber China gehe. Dies werde im gegenwärtigen Wettrüsten deutlich und auch an den Vertragsmodellen, die China und deren Markt ausschlössen.

„Europa, allen voran die europäische Führungsmacht Deutschland, sollte sich im eigenen Interesse auf das immer deutlicher werdende Feindbild der USA einstellen.“

### NSA
Hinter der weltweiten Ausspähung aller Daten sieht Braml (Stand 2013) weniger das Sicherheitsbedürfnis als wirtschaftliche Motive, sich gegenüber Konkurrenten einen Vorteil zu verschaffen. Letztlich geht es auch um den US-Dollar als Leitwährung und den Euro als Konkurrenz.

„Der Dollar als Weltleitwährung ist angezählt. Die Amerikaner müssen sich darauf einstellen, dass sich die unipolare Weltordnung, in der der Dollar dominiert hat, in eine multipolare wandeln wird. Das heißt, neben dem Dollar gibt es einen starken Euro und einen chinesischen Renminbi, der immer mehr von einer regionalen zu einer internationalen Währung wird.“

Die USA haben deshalb laut Braml das Interesse, über relevante wirtschaftspolitische Vorgänge genauestens Bescheid zu wissen.

## Publikationen
- Die transatlantische Illusion: Die neue Weltordnung und wie wir uns darin behaupten können. C. H. Beck 2022, ISBN 978-3-406-78502-3.
- Auf Kosten der Freiheit: Der Ausverkauf der amerikanischen Demokratie und die Folgen für Europa. 2016, ISBN 978-3-86995-086-0.
- Das Politische System der USA, Bundeszentrale für Politische Bildung Nr. 320/2013.
- Der amerikanische Patient. Was der drohende Kollaps der USA für die Welt bedeutet. Siedler Verlag 2012, ISBN 978-3-88680-998-1.
- Wechseljahre: Amerika zwischen den Wahlen. Bayerische Landeszentrale für politische Bildungsarbeit, 2012.
- The Religious Right and US Middle East Policy, Emirates Occasional Paper (EOP) Series (Internat. Peer Review), No. 59, Abu Dhabi: Emirates Center for Strategic Studies and Research (ECSSR), 2005.
- Amerika, Gott und die Welt. George W. Bushs Außenpolitik auf christlich-rechter Basis. Matthes & Seitz Berlin, 2005.
- Think Tanks versus „Denkfabriken“? U.S. and German Policy Research Institutes‘ Coping with and Influencing Their Environments; Strategien, Management und Organisation politikorientierter Forschungsinstitute (deutsche Zusammenfassung)/Mit einem Vorwort von Winand Gellner; Nomos 2004.